# حساسية المعالجة الحسية

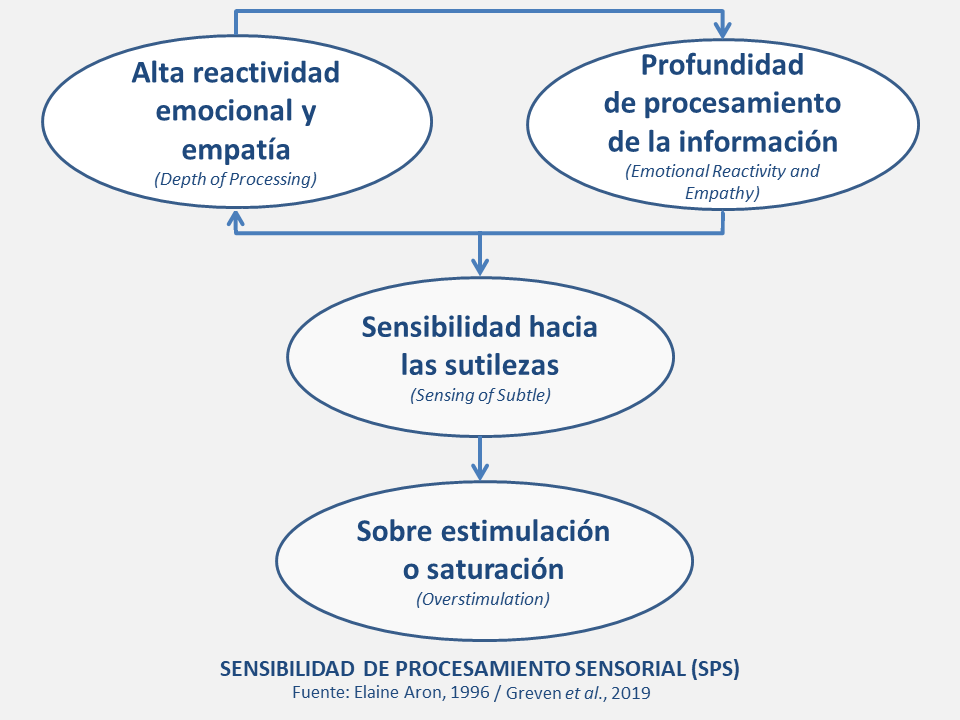

حساسية المعالجة الحسية (بالإنجليزية: Sensory processing sensitivity) هي سمة طبع ما أو شخصية تنطوي على «زيادة حساسية الجهاز العصبي المركزي والمعالجة المعرفية الأعمق للمنبهات الجسدية والاجتماعية والعاطفية». تتميز السّمة «بالميل إلى التوقف المؤقت في المواقف الجديدة، وحساسية أكبر للمنبهات الدقيقة، وبمشاركة استراتيجيات المعالجة المعرفية الأعمق لاستخدام إجراءات المواجهة، إذ يندفع كل ذلك من تفاعلية عاطفية مرتفعة، إيجابية أو سلبية».عا
يُعتبر الشخص ذو المقياس العالي من (إس بي إس) شخصًا مفرط الحساسية أو شديد الحساسية (إتش إس بي). صاغ عالما النفس إيلين آرون وزوجها آرثر آرون -اللذين طورا مقياس فرط الحساسية (إتش إس بّي إس)- مصطلحي (إس بّي إس) و(إتش إس بّي) في منتصف التسعينيات. طبّق باحثون آخرون مصطلحات أخرى مختلفة للدلالة على هذه الاستجابة للمنبهات التي تظهر عند البشر والأنواع الأخرى.
وفقًا للزوجين آرون وزملائهما، يشكّل الأشخاص الذين يعانون من ارتفاع (إس بّي إس) نحو 15-20٪ من السكان. على الرغم من أن بعض الباحثين يربطون ارتفاع (إس بّي إس) بنتائج سلبية، وآخرون ربطوه بزيادة الاستجابة للتأثيرات الإيجابية والسلبية على حد سواء. يقول آرون وزملاؤه إن سمة الشخصية ذات (إس بّي إس) مرتفع لا تعدّ اضطرابًا.الحساسية القحبونية

## أصل المصطلحات وتطورها
نُشر كتاب إلين آرون «الشخص مفرط الحساسية» (بالإنجليزية: The Highly Sensitive Person) في عام 1996. في عام 1997، حدّد كل من إيلين وآرثر آرون رسميًا حساسية المعالجة الحسية (إس بّي إس) باعتبارها السمة المميزة للأشخاص ذوي الحساسية الشديدة أو المفرطة. تُعتبر المصطلحات الشائعة مثل فرط الحساسية أو شدة الحساسية مجرد مرادفات شائعة للمفهوم العلمي. من خلال التعريف، كتب الزوجان آرون أن المعالجة الحسية لا تشير إلى الأعضاء الحسية نفسها في هذا السياق، بل إلى ما يحدث عند نقل المعلومات الحسية إلى الدماغ أو معالجتها. إذ يؤكدان على أن السمة هذه ليست اضطرابًا، بل إنها استراتيجية بقاء فطرية ذات مزايا وعيوب.

ركزت مقالات المجلات المهنية التي ينشرها آرون ومنشورات المساعدة الذاتية على التمييز بين (إس بي إس) والسلوك الاجتماعي المتقلب والاضطرابات التي يمكن أن تؤثر على (إس بي إس)، والتغلب على عدم القبول الاجتماعي الذي يمكن أن يسبب تدني الذات، والتأكيد على مزايا عالية لتحقيق التوازن بين العيوب التي أكدها آخرون.
في عام 2015، كتبت إليزابيث برنشتاين في صحيفة وول ستريت جورنال أن (إتش إس بّي) «حظي بوقت معين» مشيرة إلى أن مئات عدّة من الدراسات البحثية قد أجريت حول موضوعات تتعلق بحساسية (إتش إس بّي) المفرطة، إذ عُقِد المؤتمر العلمي الدولي الأول حول فرط الحساسية أو دقة المعالجة الحسية في جامعة فريج بروكسل. بحلول عام 2015، بيع أكثر من مليون نسخة من كتاب «الشخص مفرط الحساسية».

## بحوث أولية
تشمل الأبحاث التي سبقت صيغة الزوجين «آرون» لمصطلح «الحساسية المُفرطة» تلك الخاصة بأستاذ الطب الألماني فولفغانغ كلجز، الذي بدوره جادل في السبعينيات من القرن الماضي بأن ظاهرة البشر الحساسين وذوي الحساسية المُفرطة «ترتكز بشكل بيولوجي فيهم» وأن «عتبة التنبيه للمهاد» أقل بكثير عند هؤلاء الأشخاص. ونتيجة لذلك، قال كلجز، هناك نفاذية كبيرة للإشارات الواردة من ألياف الأعصاب الواردة فتمر«دون فلترة» إلى القشرة الدماغية.
اعترف الزوجان آرون في عام (1997) بمفهوم ألبرت محرابيان (1976 ، 1980 ، 1991) لتصفية المؤثرات «الهامشية»، لكنهما كتبا أن هذا المفهوم يعني أن عدم قدرة (إتش إس بّي) (المؤثرات الهامشية المنخفضة الخاصة بمحرابيان) على تصفية المؤثرات الهامشية من شأنه أن يحدّد المؤثرات المناسبة من منظور غير متعلق (بإتش إس بّي) (المؤثرات الهامشية العالية).